# Henry Daras
Henry Daras (* 9. Dezember 1850 in Rochefort; † 10. Mai 1928 in Angoulême) war ein französischer Maler des ausgehenden 19. und beginnenden 20. Jahrhunderts. Einige seiner Bilder befinden sich im Musée d’Angoulême.

## Biografie
Henry Daras begann seinen Werdegang als Schüler an der École des Eaux et Forêts in Nancy um Forstwirt zu werden. Doch bereits nach kurzer Zeit wechselte er in die Ateliers der Maler Alexandre Cabanel und Jules-Élie Delaunay in Paris. Erst bei seinem dritten Lehrer und späteren Freund, dem Symbolisten Pierre Puvis de Chavannes, fühlte er sich stilistisch und intellektuell geborgen.
Er schuf Werke für die alte Kirche des hl. Franz von Sales in Paris und die Kirche Saint-Martial in Angoulême. Nach dem Tod seines Lehrers (1898) ließ er sich in Angoulême nieder; dort entwickelte er einen zunehmend persönlichen Stil und schuf zahlreiche Porträt- und Landschaftsbilder. Abseits der Metropole Paris schuf er in seinen letzten Lebensjahren immer stärker abstrahierte Gemälde, die mit nur wenigen eher gedeckten Farbtönen und ohne helle Lichtreflexe etc. auskommen.
Bis in seine späten Jahre pflegte er Kontakte zu seinen jüngeren Malerfreunden Ary Renan (1857–1900), Albert Bartholomé, Albert Siffait de Moncourt und Edmond Aman-Jean, ohne sich jedoch von deren Malweise beeinflussen zu lassen.

## Bilder

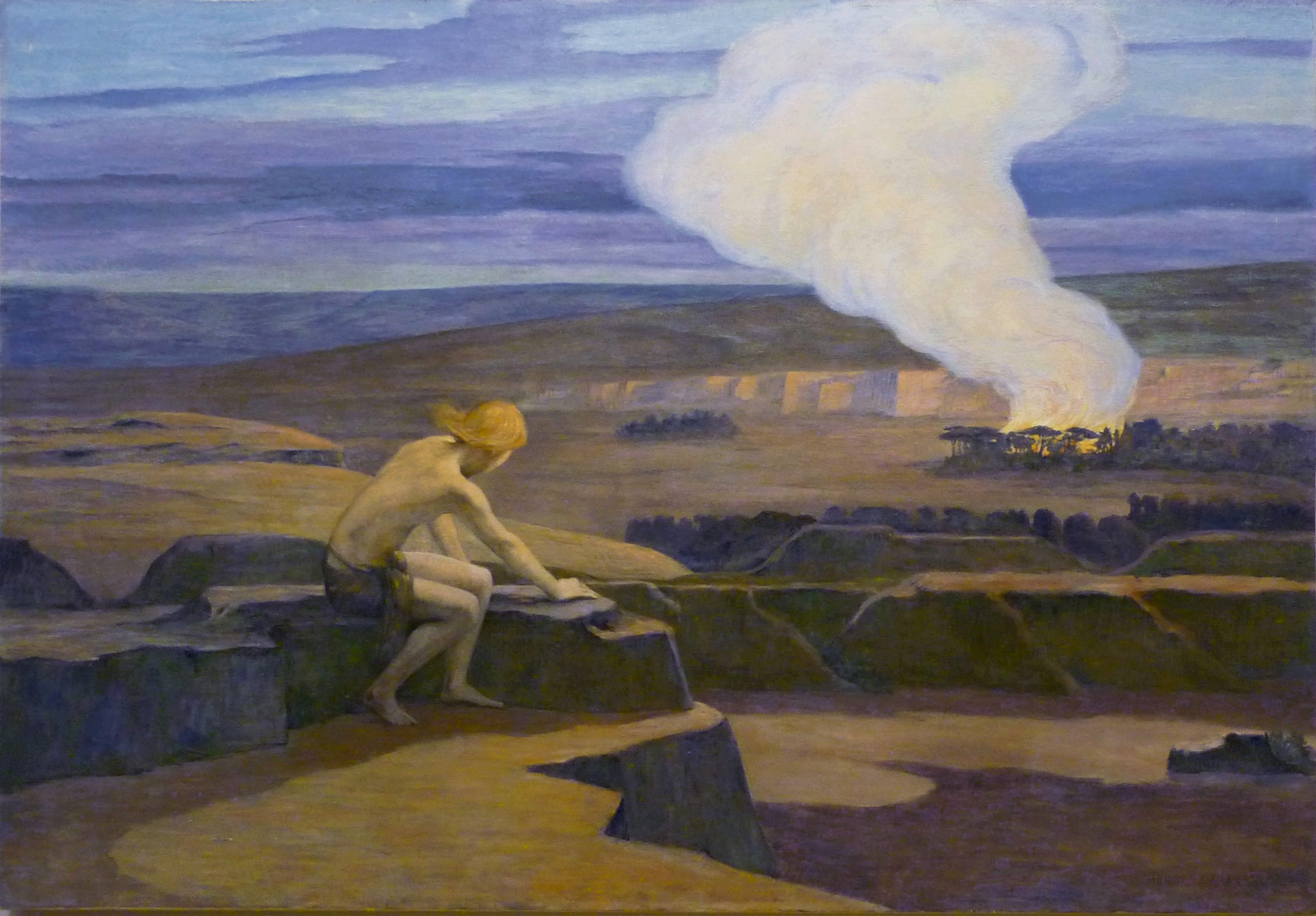
Der brennende Wald (um 1895–1900)
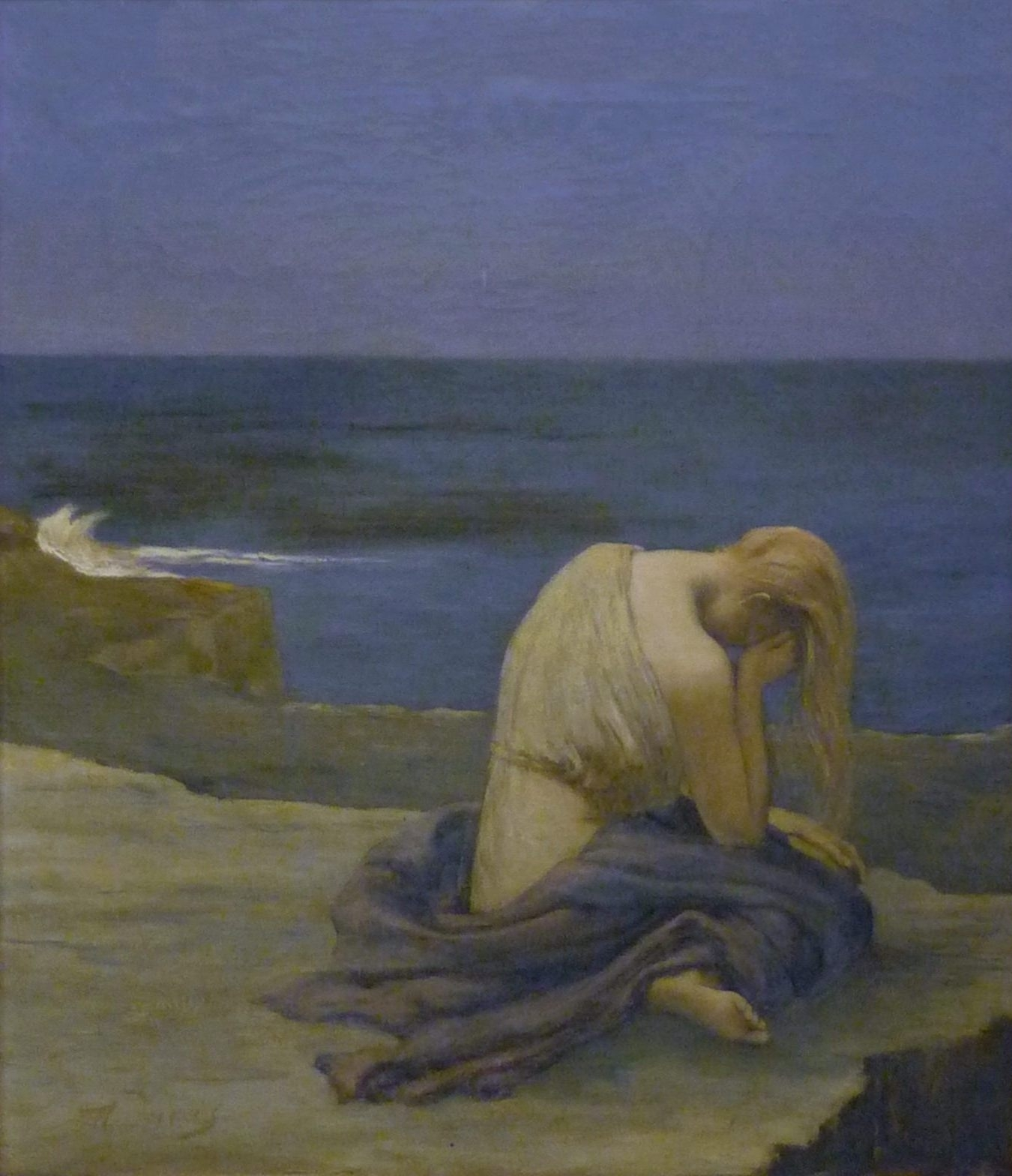
Weinende Frau am Meer (um 1918)
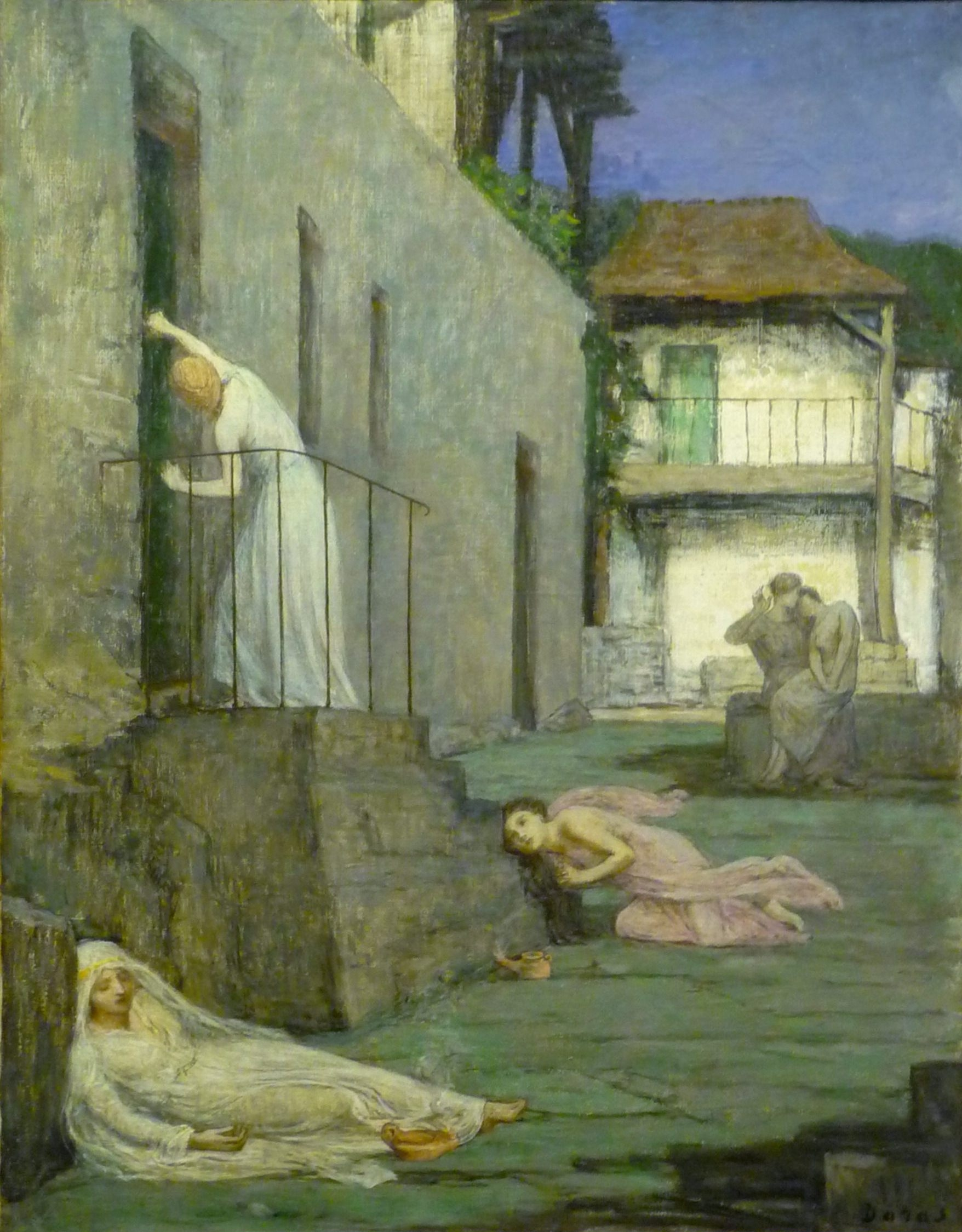
Die närrischen Jungfrauen (1923)
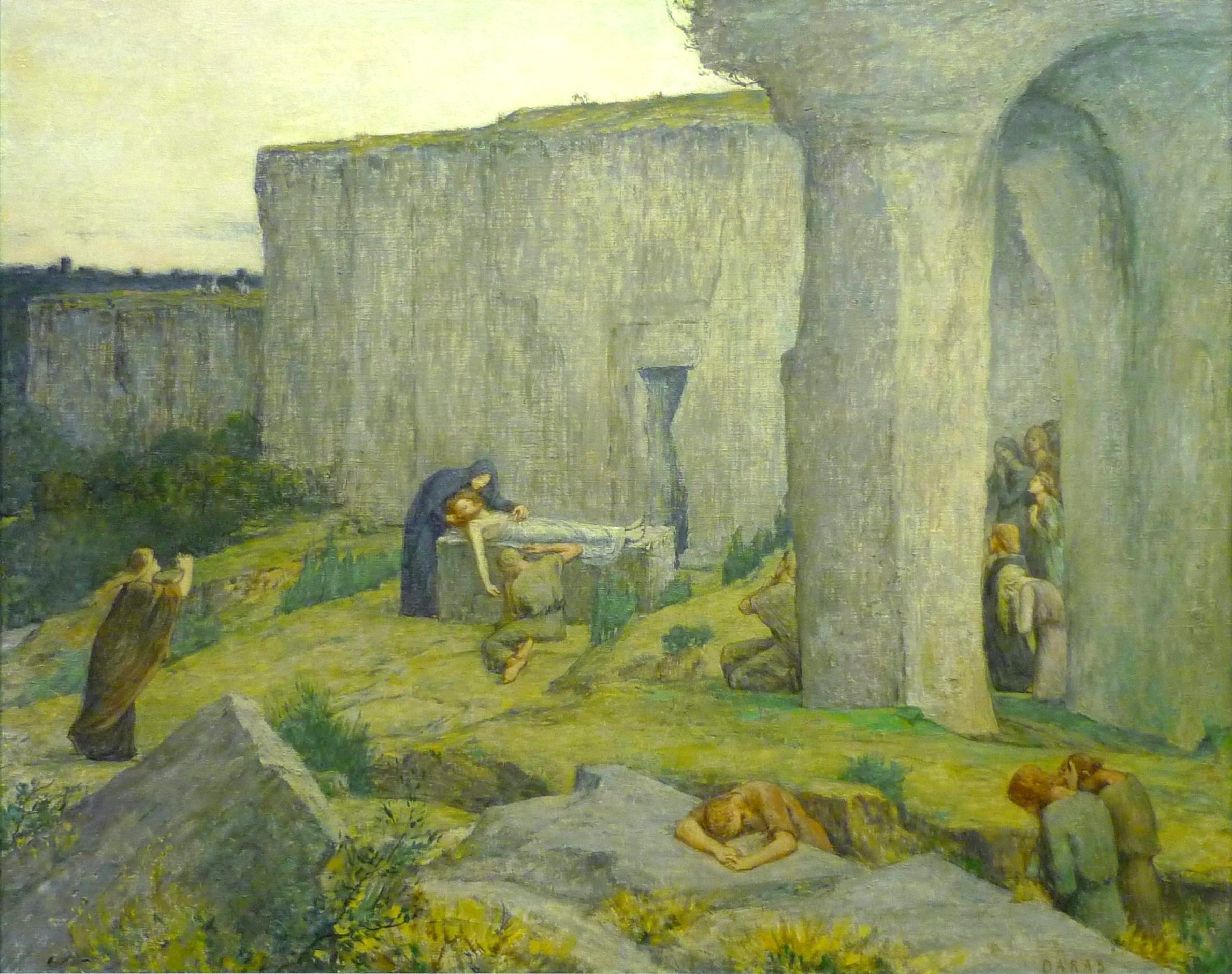
Der Stein der Salbung (1923)